# Carmen Lucila Crexell
Carmen Lucila Crexell Sapag (Bahía Blanca, Provincia de Buenos Aires, 10 de agosto de 1972) es una abogada y política argentina y senadora nacional por la provincia de Neuquén, respondiendo al partido principal de la provincia, el Movimiento Popular Neuquino. En junio de 2024 Crexell fue parte de un escándalo nacional al conocerse que previamente a la votación de la denominada "Ley de Bases" propuesta por el gobierno de Javier Milei la senadora había anunciado que cambiaría su voto, inicialmente negativo, por uno positivo, y votaría a favor de la Ley Bases luego de haber sido recomendada oficialmente por el Poder Ejecutivo para ocupar una banca como embajadora ante la UNESCO, a cambio de su voto positivo en el proyecto. Poco después de la votación el gobierno admitió (a través del diputado y exjefe de bancada Oscar Zago) que la designación de Crexell fue un premio por su voto positivo de la ley, declarando al respecto que "no hay corrupción" y que lo sucedido fue "parte de los acuerdos y consensos" del gobierno con Senadores de la Nación. Debido a esto la senadora fue denunciada por cohecho en una causa que terminó en el juzgado de Ariel Lijo.

## Biografía
Lucila Crexell nació en 10 de agosto de 1972 en Bahía Blanca, aunque transcurrió su infancia y adolescencia en la localidad de San Martín de los Andes, provincia de Neuquén. Fue alumna de la Escuela Nro 5 “Bernardino Rivadavia” durante el ciclo primario y egresó del CEPEM 13.
Pertenece a una de las familias fundadoras del Movimiento Popular Neuquino: es nieta de Elías Sapag e hija de Luz Sapag. Su padre, Guillermo Crexell, fue asesinado por uno de sus empleados en un criadero de truchas que poseía en el lago del embalse de Alicurá. Cuenta además con dos hermanos, Nicolás y Agustina.
Crexell es Abogada y Licenciada en Relaciones Públicas, egresada de la Universidad Argentina de la Empresa (UADE). Además, cursa el cuarto año de la Licenciatura en Gobierno y Relaciones Internacionales.
Cursó un posgrado de especialización en Derecho: "El derecho ambiental ante la globalización: instrumentos para la protección del medio ambiente y lucha contra el cambio climático", en la Universidad de Castilla-La Mancha, España; y el "XXXIII Curso Interdisciplinario en Derechos Humanos: [cita requerida]Seguridad eficaz con enfoque de derechos humanos en el marco del Sistema Interamericano", en el Instituto Interamericano de Derechos Humanos, San José, República de Costa Rica.
En 2008 fue elegida Convencional Constituyente para la reforma de la Carta Orgánica de San Martín de los Andes y presidió la Comisión Organización Institucional y Política de la Honorable Convención Constituyente en 2010. En 2011 fue candidata a intendenta de San Martín de los Andes tras triunfar en una difícil interna dentro del Movimiento Popular Neuquino (MPN), pero luego en la elección general para la intendencia fue derrotada por el Frente Político integrado por el Partido Justicialista, UNE, Libres del Sur y el Frente Grande-MUN.
En 2013, fue convocada por Guillermo Pereyra, Secretario General del Sindicato de Petróleo y Gas Privado de Río Negro, Neuquén y La Pampa para acompañarlo en la fórmula como precandidatos a Senadores Nacionales. 
Ganaron las PASO frente a la fórmula Pechen-Bertoya y en octubre lograron el triunfo en la elección general obteniendo las dos bancas por la mayoría correspondientes al Movimiento Popular Neuquino.
En el año 2019, Crexell fue nuevamente precandidata a senadora, pero esta vez por Juntos por el Cambio, la alianza encabezada por Mauricio Macri. El 22 de junio de 2019 se anunció formalmente que los candidatos a senadores nacionales por Neuquén del macrismo serían Pechi Quiroga y Lucila Crexell. El 12 de octubre de 2019, se conoció el fallecimiento del -entonces- intendente neuquino y candidato a senador Horacio Quiroga. Por ello, Crexell, que iba como segunda candidata, quedó en primer lugar. En las elecciones generales del 27 de octubre, en Neuquén triunfó el Frente de Todos, con el 35,66%. Juntos por el Cambio quedó en segundo lugar, con el 32,3%.

### Votación de la Ley de Bases
En junio de 2024, se dio a conocer en la previa a la votación de la denominada Ley de Bases y Puntos de partida para la Libertad de los argentinos que la senadora es recomendada por el Poder Ejecutivo Nacional para ocupar una banca como embajadora ante la UNESCO a cambio de su voto positivo en el proyecto, en reemplazo del actual embajador nombrado en febrero de dicho año. La senadora Crexell por su parte negó que su nombramiento en la UNESCO tenga que ver con su voto positivo en la ley. Por este hecho la senadora fue denunciada por cohecho en una la causa que terminó en el juzgado de Ariel Lijo. Poco después de la aprobación de la Ley Bases en el Senado el diputado Oscar Zago admitió que la designación de Crexell fue efectivamente un premio por su voto positivo de la ley, opinando al respecto de la polémica designación: "No hay corrupción, es parte de los acuerdos y consensos".
En septiembre de 2024, se sumó al nuevo interbloque Provincias Unidas, que integra junto con los senadores Edgardo Kueider, Carlos Mauricio Espínola, Juan Carlos Romero, Edith Terenzi y Alejandra Vigo.

## Senado de la Nación

### Proyectos
En su labor como Senadora Nacional, Lucila Crexell ha impulsado proyectos de diversa índole, logrando que al 2019 cinco de ellos se convirtieran en ley. 
| N.º de Ley   | Descripción |
| ------------ | --- |
| Ley N°27.191 | Modifica el inc. B) del art. 4° de la Ley N°26.190 (Régimen Nacional para el uso de Fuentes Renovables de Energía, destinada a la producción de energía eléctrica), y el inc. IV del art. 5° de la Ley N°25.019 (Régimen Nacional de Energía Eólica y Solar), estableciendo una metodología para el límite de potencia en los proyectos de centrales hidroeléctricas. |
| Ley N°27.234 | |
| Ley N°27.354 | Declara en emergencia económica, productiva, financiera y social por el término de 365 días, a la cadena de producción de peras y manzanas de las provincias de Neuquén, Río Negro, Mendoza, San Juan y La Pampa. |
| Ley N°27.396 | Modifica su similar Ley N°27.354, respecto de incorporar diversos beneficios para los productores. |
| Ley N°27.436 | Sustituye el artículo 128 del Código Penal respecto de tipificar el delito de tenencia de representaciones de menores de edad dedicado a actividades sexuales explícitas. |

Asimismo, ha presentado proyectos en materia de Género, como el de despenalización del aborto hasta la semana 12 de embarazo; una iniciativa que declara la “emergencia pública” en materia social por violencia de género, y el establecimiento de albergues de mujeres que padecen violencia; otro que amplía la conformación de la Corte Suprema de Justicia a nueve integrantes, donde no podrá haber menos de un tercio de jueces del género femenino; y un proyecto que busca eliminar las prácticas abusivas relacionadas con el género en el llamado “Impuesto Rosa”.
En materia Ambiental y de Energía, ha buscado impulsar proyectos que establecen presupuestos mínimos de protección ambiental; de promoción y uso de vehículos eléctricos; y de mitigación contra el cambio climático.
También ha presentado proyectos que modifican leyes de fondo de concursos y quiebras; de regulación de sociedades; en materia laboral y de control de Poderes.
Por su parte, cuenta con iniciativas que fomentan y preservan el patrimonio social y cultural; de Educación, Investigación y Salud; de Producción y Turismo; de Relaciones Internacionales y Seguridad; respecto a TICs; y en materia de Deporte.

### Comisiones
Forma parte de las comisiones de Relaciones Exteriores y Culto (como secretaria); Legislación General; Asuntos Administrativos y Municipales; Sistemas, Medios de Comunicación y Libertad de Expresión; Ambiente y Desarrollo Sustentable; Ciencia y Tecnología; Banca de la Mujer; Bicameral Permanente Parlamentaria Conjunta Argentino-Chilena; Servicios Ferroviarios de Pasajeros Estrella del Valle y del Tren del Dique; Bicameral Permanente Interparlamentaria Argentino-Mexicana.
Por otro lado, es miembro de los Grupos Parlamentarios de Amistad con la República de Armenia; con Canadá; con los Estados Unidos de América; con el Reino Unido de Gran Bretaña e Irlanda del Norte, donde se desempeña como Presidente; y del Grupo Regional Países Árabes.

### Diplomacia Parlamentaria
Como representante del Senado de la Nación, forma parte de la comitiva que asiste a las reuniones de la Red Parlamentaria Mundial de la Organización para la Cooperación y el Desarrollo Económico (OCDE). También integra las comitivas de la Unión Interparlamentaria Mundial (UIP),
Es presidenta de la Comisión de Amistad del Honorable Senado de la Nación con el Reino Unido.
A su vez, es miembro del Parlamento Latinoamericano y Caribeño (Parlatino), y participa activamente del Women Political Leaders Global Forum (WPL).